# Pa Then
I Pa Then (o Pa Heng, Baheng in Cina) sono un gruppo etnico di Cina e Vietnam. Ufficialmente riconosciuti dal governo vietnamita, in Cina i Baheng sono considerati un sottogruppo degli Yao, etnia riconosciuta ufficialmente. Circa 40.000 Pa Then vivono in Cina nelle regioni di Sanjiang, Longsheng, Rong'an, e Lingui nel nord-est della provincia di Guangxi; e nelle contee di Rongjiang e Congjiang nelle aree adiacenti della provincia di Guizhou. Altri 3.000 esponenti vivono nel nord del Vietnam, nelle province di Tuyên Quang e Hà Giang.

## Nomi alternativi
Nomi alternativi per questa etnia sono:
- Cina: Pa Hng, Pa Ngng, Paheng, Baheng, Bahengmai, Pa Then, Tóng, Meo Lai, Man Pa Seng
- Vietnam: Pa Hng, Paheng, Baheng, Bahengmai, Pà Hung, Pà Then

## Leggenda
I Pa Then credono che il mondo sia stato creato da una rana. Dopo un periodo di coesistenza pacifica, gli uomini avrebbero poi ucciso la rana dando il via ad un'era oscura, in cui la popolazione era divisa in regno degli uomini e regno degli spiriti. Prima di questa divisione, gli uomini non conoscevano la sofferenza e le malattie e quando morivano ritornavano in terra dopo 13 giorni.

## Religione
I Pa Heng credono che l'uomo abbia 12 anime. Ogni casa contiene il proprio altare. Gli abitanti credono che gli spiriti degli antenati sopravvivano dopo la morte grazie alle scorte di riso e carne lasciate sull'altare. Come ricompensa, lo spirito protegge la famiglia dalle malattie e dalle sciagure.

## Lingua
I Pa Then parlano una propria lingua, la lingua Pa-Heng.